# Lepidosaphes boguschi
Lepidosaphes boguschi är en insektsart som beskrevs av Mcdaniel 1972. Lepidosaphes boguschi ingår i släktet Lepidosaphes och familjen pansarsköldlöss. Inga underarter finns listade i Catalogue of Life.